# چارلز دنس
والتر چارلز دنس (انگلیسی: Walter Charles Dance؛ زاده ۱۰ اکتبر ۱۹۴۶) هنرپیشه اهل بریتانیا است. وی از سال ۱۹۷۴ میلادی تاکنون مشغول فعالیت بوده‌است.

## فیلم‌شناسی

### سینما
- فقط بخاطر چشمان تو (۱۹۸۱)
- فراوانی (۱۹۸۵)
- صبح بخیر، بابل (۱۹۸۷)
- بلای سفید (۱۹۸۷)
- جزیره پاسکالی (۱۹۸۸)
- بیگانه ۳ (۱۹۹۲)
- انگشتر (۲۰۰۰)
- گاسفورد پارک (۲۰۰۱)
- علی جی اینداهوس (۲۰۰۲)
- پیمانکار (۲۰۰۷)
- محاکمه و مجازات (۲۰۰۹)
- شروع کننده برای ۱۰ (۲۰۱۰)
- والاحضرت (۲۰۱۱)
- جهان زیرین: بیداری (۲۰۱۲)
- پاتریک (۲۰۱۳)
- ناگفته‌های دراکولا (۲۰۱۴)
- بازی تقلید (۲۰۱۴)
- ویکتور فرانکنشتاین (۲۰۱۵)
- من پیش از تو (۲۰۱۶)
- شکارچیان روح (۲۰۱۶)
- غرور و تعصب و زامبی‌ها (۲۰۱۶)
- خوشحالی (۲۰۱۷)
- جهان زیرین: جنگ‌های خونین (۲۰۱۷)
- گودزیلا(۲۰۱۸)
- منک(۲۰۲۰)
- کینگزمن (۲۰۲۱)

### تلویزیون
- شبح اپرا (۱۹۹۰)
- بازی تاج و تخت (۲۰۱۱–۲۰۱۹)
- به سیم آخر زدن تری پرچت (۲۰۱۰)
- مهلت گالیپولی
- هنری هشتم (۲۰۰۳)
- مرلین (۲۰۱۲)
- سپس هیچ‌کدام باقی نماندند (۲۰۱۵)

### بازی ویدئویی
- ویچر ۳: وایلد هانت (۲۰۱۵)